# Nazionale maschile di rugby a 15 dell'Indonesia
La nazionale di rugby XV dell'Indonesia (Tim persatuan rugby nasional Indonesia) è inclusa nel terzo livello del rugby internazionale.

## Rosa giocatori
1. Rodney Bridges (Sangatta Saracens RFC)
2. George Deda (Kotekas RFC)
3. Daniel Kobak (Kotekas RFC)
4. Stephen Barber (ISCI Jakarta RFC)
5. Hardiyanto Bitjara (Gosowong RFC)
6. Putugede Negara (Sangatta Saracens RFC)
7. Nelson Joku (Kotekas RFC)
8. Andries Smallberger (Sumbawa Nagas RFC)
9. Uju Juhara (Balikpapan RFC)
10. Warren Wilcox (Sumbawa Nagas RFC)
11. Yani Alhabsi (Gosowong RFC)
12. Nicolaas Alfius (Kotekas RFC)
13. Fadin Purimahua (Sangatta Saracens RFC)
14. Willem Simopiaref (Kotekas RFC)
15. Kirk Aditya Arundale (MMU Cheshire).
16. David Keefe -sub (1) (ISCI Jakarta RFC)
17. Iksan Robo -sub (2) (Gosowong RFC)
18. Fikri Al-Azhar -sub (11) (Jakarta Banteng Rugby Club)
19. Markus Lahunde -sub (13) (Gosowong RFC)
20. Dwikie Pinontoan -sub (6) (Dubai Exiles RFC, Arabian # Gulf U-19s)
21. Husni Siduar - sub (5) (Balikpapan RFC)
22. Nurhalis Sydin (Gosowong RFC)